# 秋山なつみ
秋山 なつみ（あきやま なつみ、1994年7月23日 - ）は、京都府京都市出身のハンドボール選手。日本ハンドボールリーグの北國銀行所属。

## 経歴
大阪体育大学時代には全日本学生ハンドボール選手権大会で2度優勝を経験し、優秀選手賞に2度選出された。
2017年1月に大体大の同期である佐々木春乃、松本ひかると共に日本ハンドボールリーグの北國銀行へ加入。背番号は「20」。同シーズンは出場機会のないまま終えた。2月にカザフスタン代表との親善試合「ヤングおりひめトライアルゲームズ」の日本代表U-22に選出。7月に行われた日韓定期戦で日本代表に選出された。
2017-18年シーズンから背番号を「11」へ変更。
2018年の第8回社会人選手権ではベストセブンに選出された。

## 詳細情報

### 年度別成績
| 年       | チーム   | 試合 | フィールド 得点 | 率   | 7m  | 合計    | 警告 | 退場 | 失格 |
| -------- | -------- | ---- | --------------- | ---- | --- | ------- | ---- | ---- | ---- |
| 2016-17  | 北國銀行 | 0    | -               | -    | -   | -       | -    | -    | -    |
| 2017-18  | 北國銀行 | 24   | 72/108          | .667 | 0/0 | 72/108  | 4    | 2    | 0    |
| 2018-19  | 北國銀行 | 17   | 54/84           | .643 | 0/0 | 54/84   | 1    | 0    | 0    |
| JHL：3年 | JHL：3年 | 41   | 126/192         | .656 | 0/0 | 126/192 | 5    | 2    | 0    |

- 各年度の太字はリーグ最高

### タイトル・表彰

#### 社会人選手権
- ベストセブン：2回 (2018年・2019年)

### 記録

#### 日本ハンドボールリーグ
- フィールドゴール初得点：2017年8月26日、対飛騨高山ブラックブルズ岐阜戦（小松総合体育館）[8]

### 背番号
- 20 (2017年)
- 11 (2017年 - )

## 代表歴

### 日本代表
- アジア選手権 (2018年)
- アジア競技大会 (2018年)
- ジャパンカップ (2017年・2018年・2019年)
- 日韓定期戦 (2017年・2018年・2019年)
- おりひめJAPAN トライアルゲームズ (2018年)

### 日本代表U-24
- 世界学生選手権 (2016年)
- ユニバーシアード競技大会 (2015年)

### 日本代表U-22
- ヤングおりひめトライアルゲームズ (2017年)

### 日本代表U-20
- ジュニア世界選手権 (2014年)
- ジュニアアジア選手権 (2013年)